# Weitersglashütte

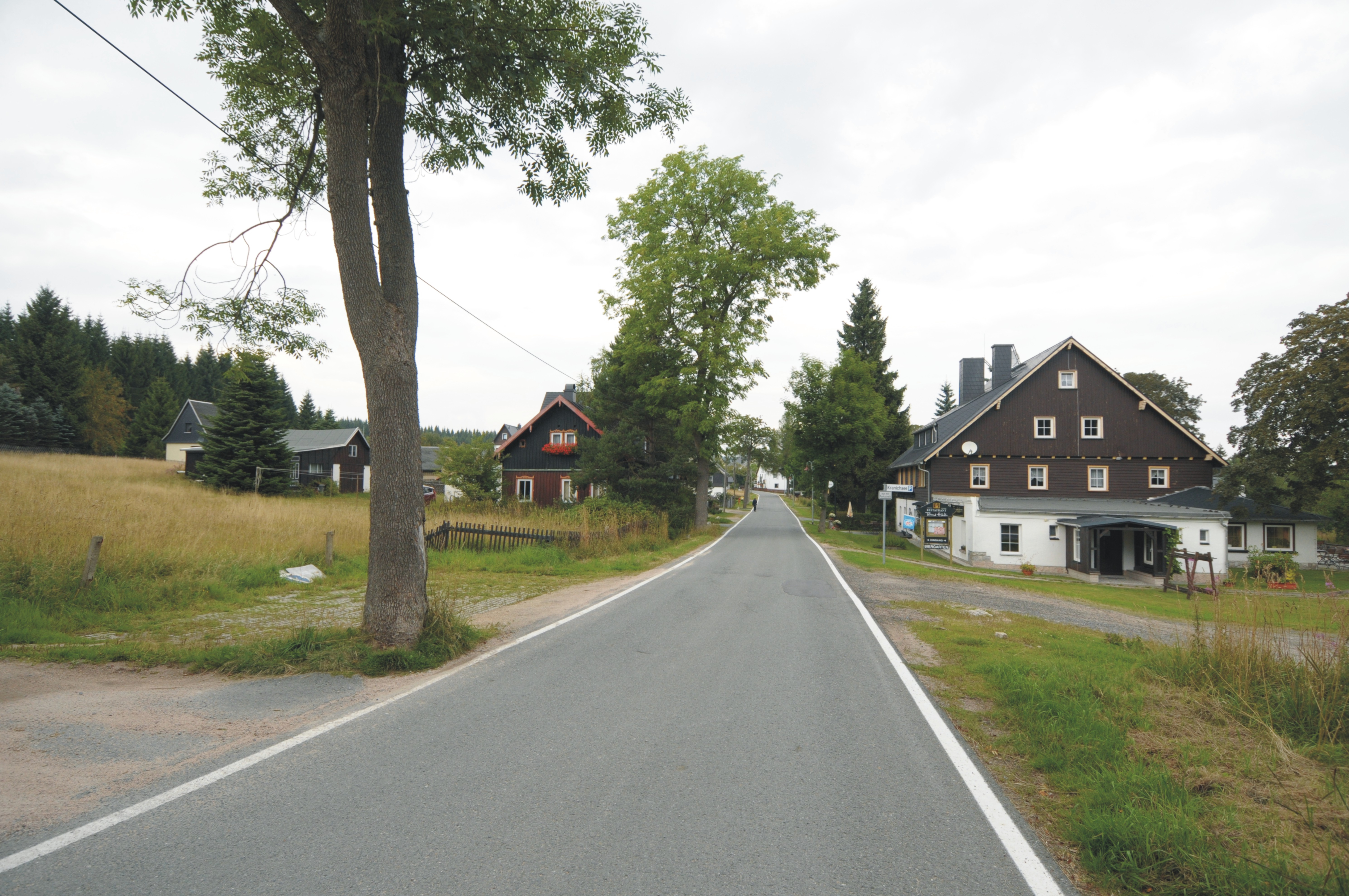
Blick entlang der Hauptstraße

Weitersglashütte, früher Weiters Glashütte, ist ein Ortsteil der Stadt Eibenstock im sächsischen Erzgebirgskreis.

## Geschichte

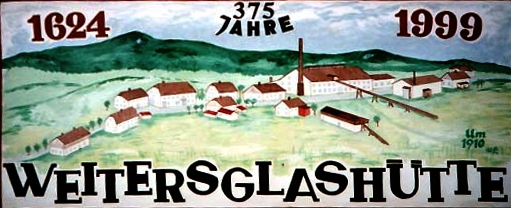
Weitersglashütte um 1910

Die Siedlung entstand um eine 1624 gegründete Glashütte an der Frühbußer Passstraße. Am 4. Februar 1625 erhielten Christoph Seeling aus Eibenstock und Jobst Schuster aus Schneeberg durch kurfürstliches Privileg „einen Platz oder Refier auf dem Frühboßer Walde vom Fleischmauler Wasser, do sich des Glasmeisters auf der Jugel Revier endet [...], biß auf Hannsen Hofens, Oberförsters im Ampte Voigtsberg, Reinung“ verliehen, weil dort das Gehölz sehr verdorrt und gebrochen war. Weiterhin erhielten sie einen Weite Wiese genannten Raum erblich zugewiesen, auf dem sie eine Glashütte nebst drei Wohnhäusern für Gesinde und Geselle sowie eine Mahl- und Brettmühle errichten durften. Weiterhin durften sie die dürren Hölzer in dem genannten sowie auf Christoph Trummers Revier veräschern, mussten jedoch die Pechwälder und frischen Hölzer gänzlich verschonen und durften in ihnen nur nach Anweisung der kurfürstlichen Beamten Bäume fällen. Die ersten Erbzinsen, wozu u. a. sechs Schock Spiegelglas, sechs Schock kleine spitze Weingläser und vier Schock Biergläser jedes Jahr zu leisten waren, wurden zu Michaelis 1625 an das Amt Schwarzenberg geleistet.
1638 wurde die Glashütte vom bisherigen Pächter Michael Markert von Jobst Schuster erworben, der aber weder die Kaufsumme noch die fälligen Erbzinsen in das Amt Schwarzenberg entrichtete. So fiel die Hütte an Jobst Schuster zurück, der inzwischen (im Mai 1641) verstorben war, woraufhin dessen Witwe und Erben 1643 die Hütte an Christoph Löbel, Besitzer der benachbarten Glashütte in Jugel, verkauften. Löbel produzierte hier unter anderem grünes Glas, Laboranten- und Apothekergläser. Nach Löbels Tod (1651) ruhte der Betrieb der Glashütte für fast 30 Jahre.
Erst 1680 begann Löbels Sohn Abraham wieder mit der Glasherstellung. Am 4. September 1683 verkaufte Löbel die Weiters Glashütte für 3000 Gulden an Veit Hans Schnorr, der 1678 das benachbarte Hammerwerk Carlsfeld neu gegründet hatte. Dieser ersuchte 1685 den Landesherrn um Erweiterung der bestehenden Gerechtigkeiten, die neben dem Betrieb der Glashütte im freien Backen, Schlachten, Brauen und Schenken sowie Nutzung der Weiten Wiese als Acker oder Wiese bestanden. Gegen Erlegung eines höheren Erbzinses wurden ihm daraufhin die Erbgerichte über die Weitersglashütte verliehen und die Errichtung von zwölf weiteren Wohnhäusern und einer Hufschmiede gestattet.
Die Erben von Schnorr von Carolsfeld verkauften die Glashütte 1746 an Johann Benjamin Hennig. Dessen Privilegien besagten u. a., dass die Erbzinsen nur zu zahlen waren, wenn die Hütte in Betrieb stand. 1803 erwarb Conrad Ludwig Jähring von Waldungen und sein Partner aus Schleiz die Glashütte.
1819 war Nicolaus Jacob Böhme Glashüttenbesitzer. Er produzierte hier u. a. weißes und grünes Apotheken- und Laborantenglas sowie Wein-, Bier- und Branntweingläser. Die Hütte, die wegen der strengen Winter in der Nähe des Erzgebirgskamms nur von April bis Dezember in Betrieb war, verbrauchte dabei jährlich 400 Klafter Holz. Die Glasmacher stammten hauptsächlich aus dem Ausland und verbrachten den Winter in ihrer Heimat.
In der ersten Hälfte des 19. Jahrhunderts bestand die Siedlung aus fünf Häusern.
1857 ging die Hütte in den Besitz von Karl Eduard Borges über. Dieser modernisierte die Glasproduktion 1871/72 durch die Umstellung auf Gasfeuerung. 1874 produzierten in der Glashütte 25 Hüttenarbeiter etwa 4000 Zentner Flachglas. Nach einer Gasexplosion 1876 wurde die zerstörte Hütte noch im gleichen Jahr wieder aufgebaut. Zwischen 1877 und 1883 wurde die Produktion in den Sommermonaten eingestellt, um einen neuen Hafenofen zu installieren. 1886 waren in der Hütte bis zu 80 Arbeiter beschäftigt, die Tafel- und Nutzglas im Wert von 150.000 Mark produzieren. 1898 pachteten die Radeberger Glasfabrikanten Otto und Edmund Hirsch, Mitglieder der bekannten Glasmacherfamilie Hirsch, die Weitersglashütte. Doch bereits 1901 wurde der Pachtvertrag vermutlich mangels Rentabilität aufgelöst. Zwischen 1901 und 1907 kam es zu mehreren Besitzerwechseln und zwei Konkursverfahren der Hüttenbesitzer. 1906 produzierten hier noch 50 Arbeiter, sie stellten 100.000 m² Fensterglas her. Ab 1907 ruhte der Betrieb der Glashütte. 1913 erwarb das im benachbarten Carlsfeld ansässige Glashüttenwerk die Weitersglashütte, ohne die Öfen jedoch wieder in Betrieb zu nehmen. Bis 1937 erfolgte der vollständige Abbruch der Hüttengebäude.
Als Ortsteil von Carlsfeld, wohin die Einwohner auch gepfarrt sind, wurde Weitersglashütte 1997 nach Eibenstock eingemeindet.

## Tourismus
Weitersglashütte hat direkten Anschluss an die Kammloipe und ist beliebtes Ausflugsziel. In direkter Nähe befindet sich das unter Naturschutz stehende Hochmoor Großer Kranichsee.